# Carlo Cudicini
Carlo Cudicini (født 6. september 1973 i Milano, Italien) er en italiensk fodboldmålmand. Han er søn af den italienske keeperlegende Fabio Cudicini, som spillede for AC Milan. Han har selv spillet for klubber som AC Milan, Lazio,Chelsea, Tottenham Hotspur og senest Los Angeles Galaxy. Han er den spiller som har været længst i Chelsea efter John Terry og nummer to på listen over målmænd i Chelsea med flest kampe uden scoringer imod sig.
Han var  førstevalg i to sæsoner i Chelsea, men blev siden andetvalg efter den tjekkiske målvogter Petr Cech trådte til for Chelsea. Cudicini er kendt for gode reflekser og at være god med fødderne, og med dette regnes han som en af de bedste straffereddere nogensinde, men har vært meget ude på grund af skader. Han blev købt for 160.000 kr af Chelsea, da han skiftede fra Italien til England. Den 26. januar 2009 skiftede han til en anden London-klub, Tottenham. Chelsea lod ham skifte på en fri transfer som tak for hans tid hos dem.
Cuducini blev kåret til Chelseas "Player of the year" i 2001/02-sæsonen.
Den 26. januar 2009, blev det bekræftet, at Cudicini underskrev med Tottenham Hotspur på en fri transfer.
Den 12. november 2009, var Cudicini involveret i en alvorlig motorcykelulykke i nærheden af sit hjem i London, og han siges at have brækket begge sine håndled og skadet sit bækkenparti, som  ligeledes kan være brækket.